# M-43 57mm反坦克炮 (ZiS-2)
ZIS-2（俄语：ЗиС-2）是苏联在第二次世界大战期间使用的57毫米反坦克炮，ZIS-4是其应用的坦克炮版本。ZiS代表Zavod imeni Stalina（俄语：ЗаводимениСталина，“以斯大林命名的工厂”），这是苏联第92炮兵工厂的官方称号，该炮厂首先生产该炮。  

## 发展
在1940年初，格拉宾的设计部门从炮兵部门获得了开发强大反坦克炮的任务。库利克元帅及其下属的负责人估计，苏联在冬季战争中使用重型坦克在纳粹德国并未被忽视，并将导致在那里发展类似的坦克。该部门也有可能受到德国开发NbFz重型坦克宣传的影响。对于苏联新型重型坦克来说，重型装甲应比原有的更厚。因此，格兰宾及其设计部门以有40-75毫米的国内重型坦克KV-1为出发点。在他们看来，这种情况下的最佳口径是57毫米。57毫米穿甲弹的速度和质量使其能够获得足够的动能，以穿透90毫米的滚动匀质装甲，同时保持火炮具有足够的轻便性和移动性，并且易于隐藏。然而，这个决定也有一个缺点：这种口径的炮对红军来说是新的，所以制造炮弹必须从头开始。  
该炮于1940年5月开始研制，1941年初使用该炮并起名为1941年的57毫米反坦克炮（ZiS-2）（俄语：57-ммпротивотанковаяпушкаобразца1941года（ЗиС-2））。它的生产于1941年6月1日开始，但在1941年12月1日，它的生产被沃罗诺夫和戈沃洛夫阻止，他们的解释是ZiS-2炮弹穿过了薄弱装甲的德国坦克却没有造成太大伤害。其他可能的原因是火炮的成本高和生产问题。届时，共有371门Zis-2反坦克炮被生产。  
在此之后，ZiS-2火炮的生产线转换为制造ZiS-3 76.2毫米反坦克火炮。一些反坦克团也收到了ZiS-3和M-42 45mm反坦克炮，它直到1942年底才能击败大多数德国车辆。  
沉重的虎I和豹式坦克的出现改变了德国坦克与苏联坦克的平衡。M-42 45mm反坦克炮只能击穿豹式坦克的侧面装甲，而ZiS-3则可以从较远的距离击穿过侧面。对虎I来说，ZiS-3只对在近距离（近达300米）的侧面有效，而45毫米的火炮几乎是无可奈何的。需要更强大的火炮，因此于1943年6月15日，ZiS-2再次服役。直到1945年，生产了9,645门。  

## 描述
它的楔式炮闩依靠楔形闩体闭锁炮膛。其前部的镜面与药筒底面贴紧，防止火药气体外泄。由于这一设计，该炮的射速能达到25发每分钟。 这种炮也可以被炮兵拖曳车拖曳，其中允许拖带速度高达 50 km/h（31 mph）。 

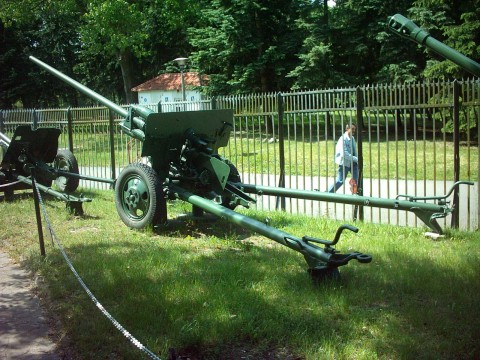
M-43 ZiS-2年在波兰波兹南城堡。

在高速公路有 30 km/h（19 mph）
在未铺砌道路有10km/h 。 

## 服务
ZiS-2被反坦克炮兵步兵部队和高级司令部反坦克炮兵部队使用，其中最多的是反坦克炮兵团（俄语：ИстребительныйПротивотанковыйАртиллерийскийПолк，缩写为）。德国人缴获的炮被命名为5.7厘米的Pak 208（r）。  

### 自行火炮
1941年，在史達林格勒戰役因為被德軍圍城，坦克又耗盡的情況下在共青团装甲拖拉机底盘上安装了大约一百门 ZiS-2炮，以制造ZiS-30坦克歼击车。  
基于SU-76突击炮（SU-74，SU-76D和SU-57B），ZiS-2炮至少还安装了三种不同的原型。没有被接受生产。  
还有一种称为ZiS-4的ZiS-2 坦克炮。1941年，为了提高T-34坦克的反坦克性能，莫罗佐夫设计局的成员通过实验装备了ZiS-4。只有少数这些T-34-57坦克被建造并用作坦克歼击车。这个想法在库尔斯克战役结束后于1943年重新浮出水面，因为德国派出了有重型装甲的虎I和黑豹坦克。再次生产了有限的数量，配备了稍微改装的ZiS-4M型炮，它有一个新的后膛，简化了生产。尽管高速炮跟F-34比较而言具有优异的护甲穿透力，但其壳体的重量很小，意味着它不能发射足够的高爆弹药以供一般使用。坦克的最终解决方案是设计一个新的炮塔，允许使用85毫米炮; 新型号被称为T-34-85。  
ASU-57使用了现代化的ZiS-2 火炮，这是一种战后自行式机载反坦克炮。  

### 战后的历史
由于坦克装甲保护的改进，ZiS-2很快失去了反坦克的价值。，在苏联反坦克炮兵部队中，ZiS-2被更强大的100毫米炮所取代。然而，由于它的体积小，重量轻，使其在苏联空降部队服役时间更长。  
2013年7月15日，一艘从古巴走私武器的朝鲜船被拦截，发现在其他旧武器中携带了ZiS-2弹药，表明朝鲜军队中仍有一些ZiS-2在服役中。在此事件发生之前，纳米比亚被认为是使用ZiS-2的最后一个国家; 在20世纪90年代纳米比亚国防军继续有六门服役。虽然ZiS-2不再服役，但在2008年左右仍有大量ZiS-2作为各国军队储备库存的一部分。  

## 弹药
| 类型                              | 弹种           | 重量          | 高爆填充，g |
| 穿甲弹(炮口速度高达990 m/s)       |                |               |             |
| APHE                              | BR-271K        | 3.14（6.9磅） | 18          |
| APCBC                             | BR-271         | 3.14（6.9磅） | 14          |
| APCBC                             | BR-271M        | 2.80（6.2磅） | 13          |
| AP                                | BR-271SP       | 3.14（6.9磅） | 没有        |
| 复合穿甲弹(炮口速度可达1250 m/s)  |                |               |             |
| APCR                              | BR-271P        | 1.79（3.9磅） | 没有        |
| APCR                              | BR-271N        | 2.4（5.3磅）  | N/A         |
| 其他的炮弹(炮口速度高达700 米/秒) |                |               |             |
| 破片弹                            | O-271U(O-271G) | 3.75（8.3磅） | 204或220    |
| 霰弹                              | Shch-271       | 3.66（8.1磅） | 没有        |

### 穿甲弹

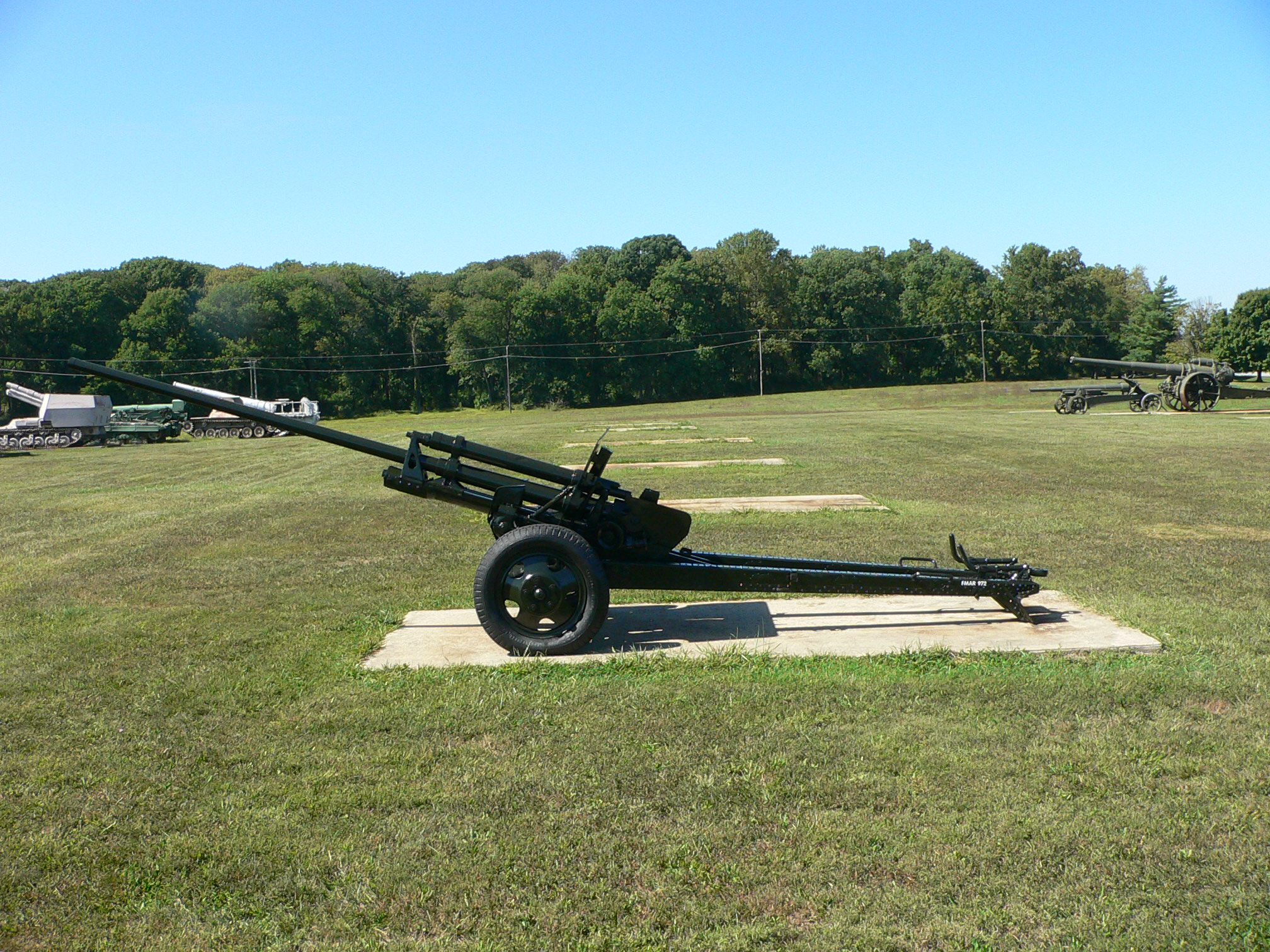
1941型57mm反坦克炮 (ZiS-2)

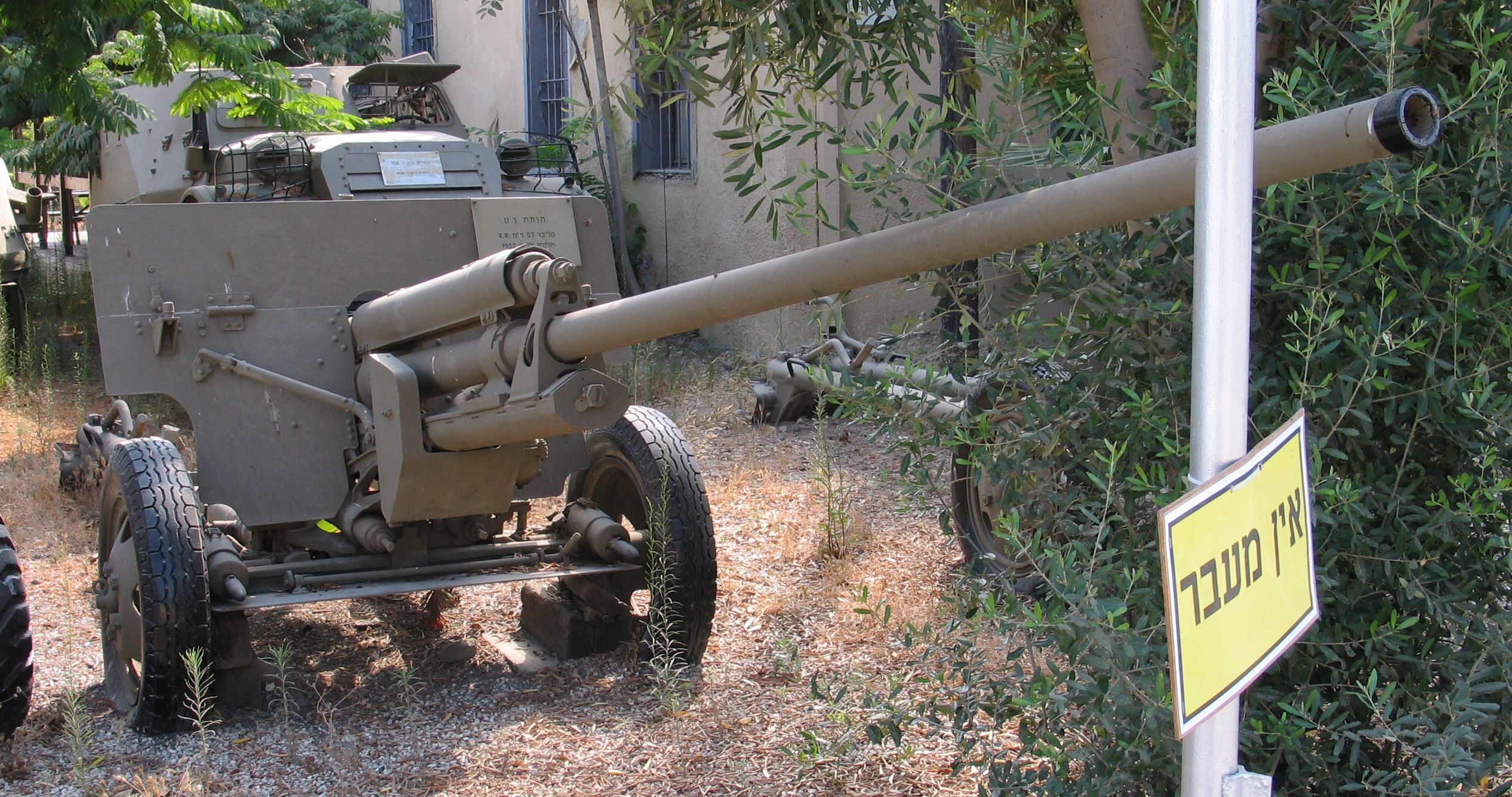
缴获的ZiS-2， 以色列国防军的历史博物馆中。

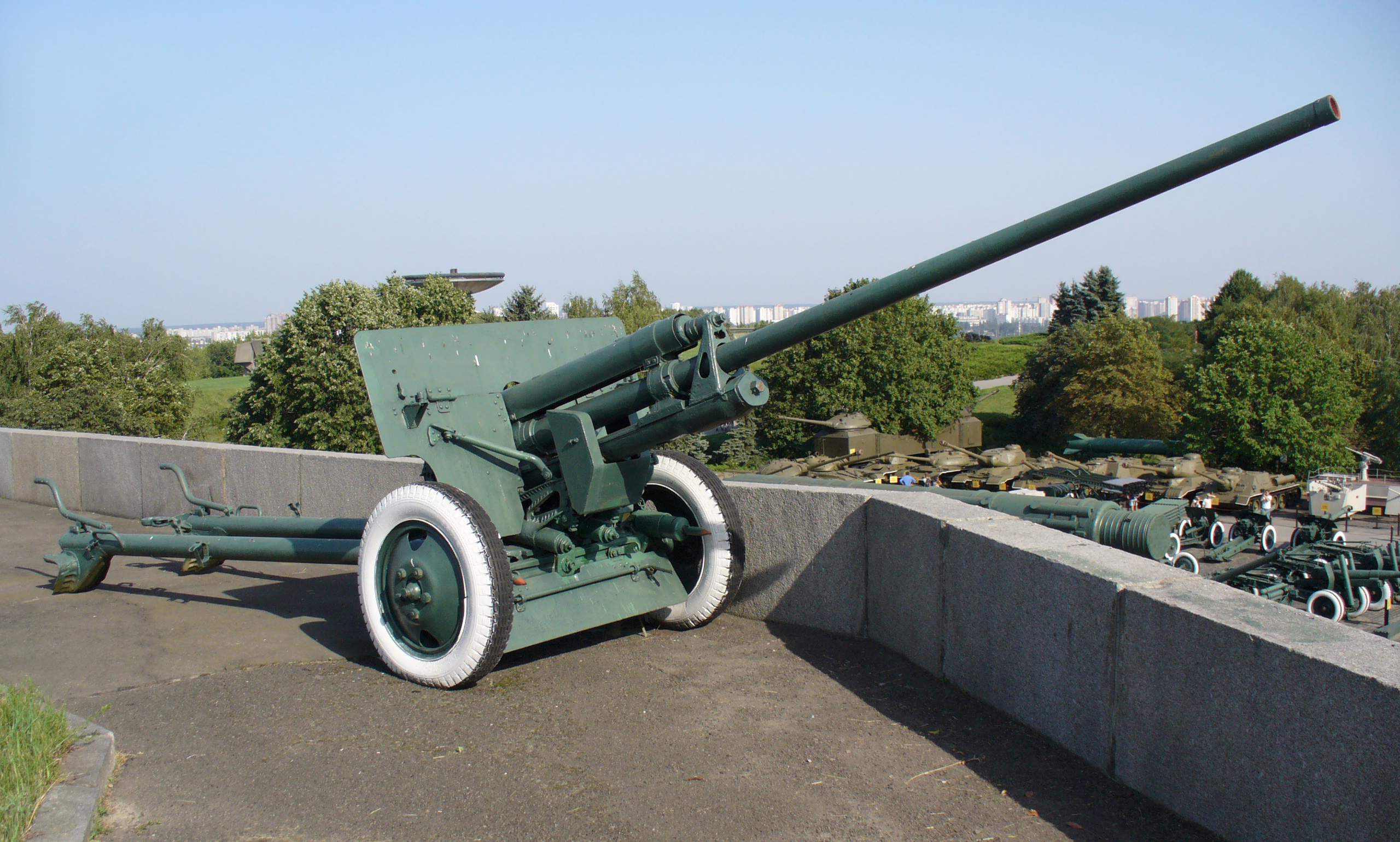
乌克兰基辅的一门ZiS-2反坦克炮

| APHE BR-271K                                                                  | APHE BR-271K  | APHE BR-271K  |
| 距离，m                                                                       | 60°装甲，毫米 | 90°装甲，毫米 |
| ----------------------------------------------------------------------------- | ------------- | ------------- |
| 100                                                                           | 91            | 112           |
| 300                                                                           | 84            | 103           |
| 500                                                                           | 76            | 94            |
| 1000                                                                          | 60            | 74            |
| 1500                                                                          | 46            | 57            |
| 2000                                                                          | 35            | 44            |
| APCBC BR-271                                                                  |               |               |
| 距离，m                                                                       | 60°装甲，毫米 | 90°装甲，毫米 |
| 100                                                                           | 93            | 114           |
| 300                                                                           | 89            | 109           |
| 500                                                                           | 84            | 103           |
| 1000                                                                          | 74            | 91            |
| 1500                                                                          | 64            | 79            |
| 2000                                                                          | 56            | 69            |
| APCR BR-271P                                                                  |               |               |
| 距离，m                                                                       | 60°装甲，毫米 | 90°装甲，毫米 |
| 100                                                                           | 155           | 190           |
| 300                                                                           | 137           | 168           |
| 500                                                                           | 120           | 147           |
| 1000                                                                          | 83            | 101           |
| 这些数据为苏联装甲测量数据(击穿率等于75％以上)。 它们与西方测量数据没有可比性 |               |               |

## 参看
- M1942 76mm反坦克炮(ZiS-3)

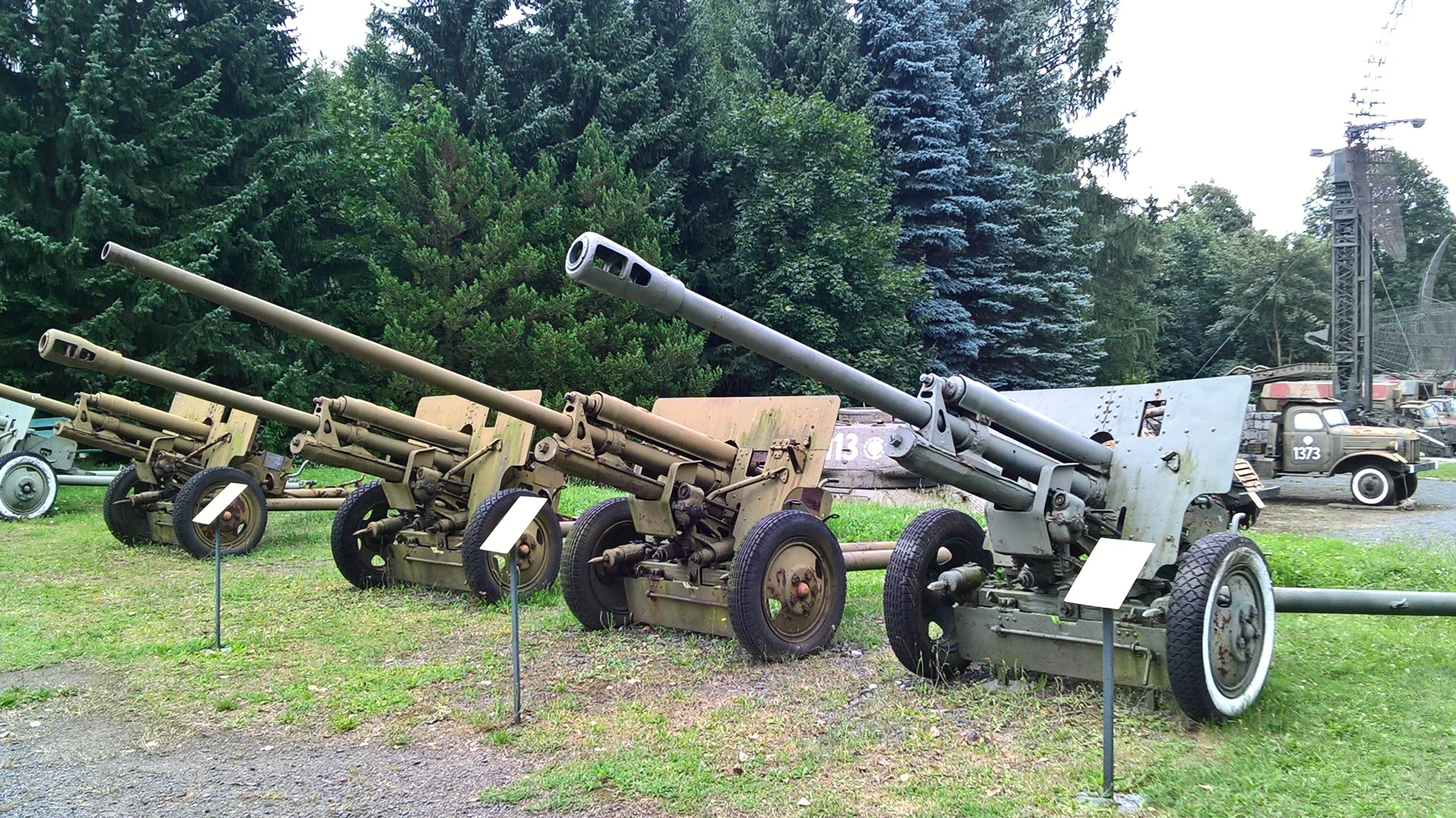
ZiS-2与ZiS-3的合照（ZiS-3有炮口制退器，ZiS-2没有）

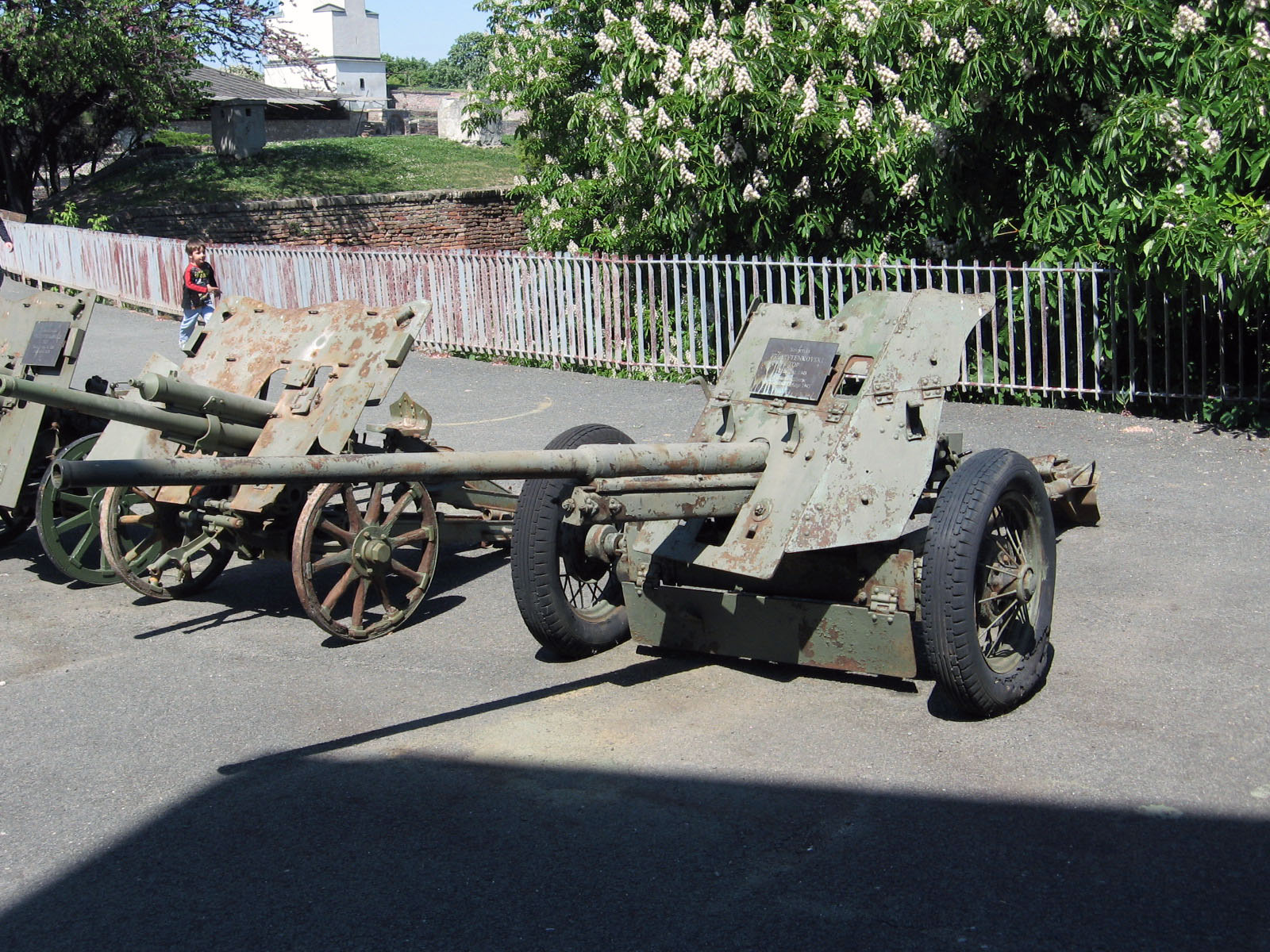
M-42 45mm反坦克炮

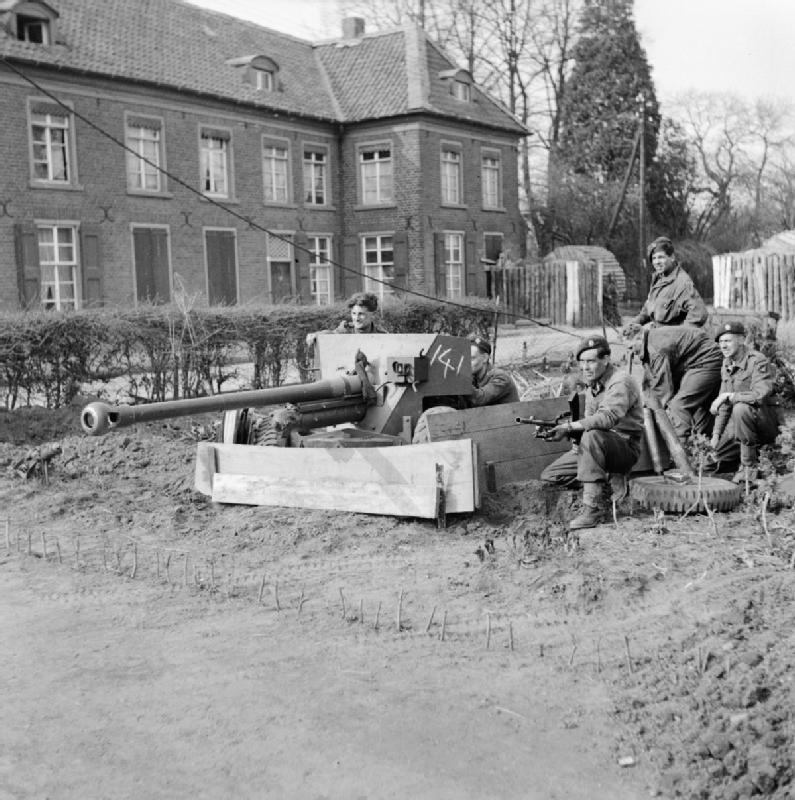
1945年3月25日在德国哈明克恩的拥有一门17磅反坦克炮的一支英军空降部队

- 6磅反坦克炮 ：英国反坦克炮
- M-42 45mm反坦克炮